# مافيز جالانت
ولدت مافيز جالانت في مونتريال الكندية مقاطعة كيبيك الكندية، مات والدها وهي صغيرة وتزوجت أمها مرة أخرى. تنقلت بين سبعة عشر مدرسة حكومية. عملت وسنها عشرين عامًا كمراسلة لصحيفة مونتريال ستاندرد من 1944 م - وحتى 1950 م.
تزوجت من جون جالانت سنة 1942 م وكان موسيقيا متميزا وتطلقت منه بعد خمس سنوات في 1947.
تركت السيدة جالانت الكتابة الصحفية للتفرغ لكتابة السير وأدب الواقع. ومنها كتاب "The other paris " الذي نشر عام 1953 وكتاب "Selected Stories of Mavis Gallant " الذي نشر عام 1996 , وهناك العديد من الكتب التي ألفتها مافير، وحصلت أيضا مافيز على العديد من الجوائز ومنها «جائزة قلم نابوكوف» في عام 2004 , وجائزة «مولسون» في عام 1996 , ماتت مافيز جالانت في عام 2014 في 18 من فبراير ودفنت في مقبرة مونبارناس.

## وصلات خارجية
- مافيز جالانت على موقع IMDb (الإنجليزية)
- مافيز جالانت على موقع الموسوعة البريطانية (الإنجليزية)
- مافيز جالانت على موقع مونزينجر (الألمانية)
- مافيز جالانت على موقع إن إن دي بي (الإنجليزية)
- مافيز جالانت على موقع كينوبويسك (الروسية)

http://imtinaharf.blogspot.com/2012/06/mavis-gallant-from-wikipedia-free.html